# Cameron Baerg
Cameron "Cam" Baerg (ur. 17 października 1972 w Saskatoon) – kanadyjski wioślarz, srebrny medalista olimpijski z Aten.
Zawody w 2004 były jego jedynymi igrzyskami olimpijskimi. Zajął drugie miejsce w czwórce bez sternika (wygrali Brytyjczycy). Wspólnie z nim płynęli Thomas Herschmiller, Jake Wetzel i Barney Williams. Zdobył złoto mistrzostw świata w 2003 w tej samej konkurencji – Kanadyjczycy startowali w tym samym składzie, co na igrzyskach.